# 麻瓜
麻瓜（英語：Muggle）在J·K·羅琳的《哈利波特》系列小說及電影中泛指沒有任何魔法能力的、且不是出生於魔法家庭的人。麻瓜也可以被描述為體內沒有任何魔法血統的人。「麻瓜」不同於爆竹，後者所指的是其父或母是個擁有魔法能力但他卻沒有任何魔法力量或能力的人；「麻瓜」也不同於麻瓜出身，後者所指的是具有魔法能力但父母並非魔法的人（或有一種貶義和冒犯的術語「麻種（英語：Mudblood）」，用於暗示所謂的麻瓜血統不純）。
在該虛構世界中，英國以外的其他地區（如：美國）的魔法社區所使用麻瓜的同等術語為「莫魔（No-Maj）」，那是「沒有魔法（No Magic）」的縮寫。

## 詞源
《哈利波特》作者J·K·羅琳從「mug」一詞中創造出「麻瓜（muggle）」，而「mug」在英文術語中所指的是容易受騙或是被愚弄的傻瓜，她於該詞後面加上「-gle」使其聽起來不那麼貶低與和藹可親，也使這個詞聽上去更愚蠢和幽默。

## 哈利波特中的使用
哈利·波特、霍格華茲魔法與巫術學院的師生們都屬於魔法世界，而哈利·波特的唯一親屬——德思禮一家就是所謂的麻瓜。「麻瓜」一詞在小說中有時以貶義的方式使用。由於麻瓜所指的是非魔法世界的成員，所以麻瓜只是普通人，並沒有任何魔法能力，幾乎總是沒有意識到魔法世界的存在。還有一些孩子已知是由一位魔法父或母和另一位非魔法父或母所生，這種混血的人被稱為「混血」；父母具有任何麻瓜血統又或者另一人也是混血的巫師或女巫都會被稱為混血。《哈利波特》系列中最著名的麻瓜出身者是妙麗·格蘭傑。擁有完整的魔法族譜的女巫和巫師被稱為純血。
在《哈利波特》小說中，麻瓜們經常被描繪成愚蠢的，有時是糊裡糊塗的角色，他們完全沒有注意到存在於他們當中的巫師世界。若不幸的是，麻瓜們碰巧看到了魔法的運作，魔法部會派除憶師對他們施展記憶咒，讓他們忘記該事件。有些麻瓜對巫師世界有所了解，其中包括魔法孩子的麻瓜父母，就如妙麗·格蘭傑的父母、英國首相（和前任）及其內閣閣員、政界人士、德思禮一家（哈利·波特唯一在世的親屬，對巫師世界不支持的人），以及一些巫師或女巫的非魔法配偶。
麻瓜們的心靈容易受世俗成規所污染，他們不僅看不到也不願意了解魔法力量，有些甚至視魔法為害人的邪術；但相反也有些麻瓜並沒有對魔法世界感到厭惡，因此其子女可以進入魔法世界就學，也同樣可以於畢業後成為巫師或女巫，但他們往往會被一些魔法世界的巫師家族鄙視，並稱之為「麻種」。小說中提到，霍格華茲的學生們於入學後不被准許於麻瓜世界裡施展魔法（除非他們年滿17歲、或者在特殊情況之下）；如果違規施法就會收到魔法不當使用局的警告信，最嚴重的後果是被霍格華茲開除並且其魔杖會被折斷，因為這就代表巫師世界經已褫奪了該學生成為一位巫師或女巫的權利。

## 系列小說中值得注意的麻瓜
一般麻瓜並不知道魔法世界的存在，巫師的少數親屬或朋友及英國政界人士除外。
在《哈利波特》與《怪獸與牠們的產地》中，著名麻瓜：
- 德思禮一家（哈利的母系親屬，跟他們一起生活了16年）
- 莉莉·波特的父母
- 妙麗·格蘭傑的父母
- 麻瓜首相
- 老湯姆·瑞斗：佛地魔的父親
- 法蘭克·布萊斯：瑞斗府的園丁
- 托比亞斯·石內卜：賽佛勒斯·石內卜的父親
- 雅各·科沃斯基：紐特·斯卡曼德的麻瓜好友
- 瑪麗·盧·巴波—新賽勒姆慈善協會的主席（或稱為「第二賽勒姆（Second Salemers）」）

## 其他用途
「麻瓜」這個詞語，現在在各種內容文中使用，其含義類似於它出現在《哈利波特》系列叢書當中的含意。一般來說，它被一個團體的成員用於描述團體以外的人，類似於軍事人員所使用的民用。雖然在小說中「麻瓜」這個詞一直是以大寫表示，然而在其他用途中，它通常是以小寫為主。
- 門薩成員在非正式英語中使用「麻瓜」一詞來定義非成員或任何智商低於門薩水平的人。
- 根據BBC的問答節目《QI（英语：QI）》，在《騙局（Hocus Pocus）》的一集裡，「麻瓜」是1930年代的爵士俚語，所指的是服用大麻的人；「麻瓜」也是路易斯·岩士唐與他的管弦樂團於1928年錄音的標題。
- 根據《蘇格蘭人的編年史（Scotichronicon）》之作者雅培·沃爾特·鮑爾（英语：Walter Bower）的說法，麻瓜是「英國人的尾巴」。阿利斯泰爾·莫法特（英语：Alistair Moffat）的《早期邊界歷史（A History of the Borders from Early Times）》一書中，據說13世紀的蘇格蘭人普遍認為英國人有尾巴[4]。
- 歐內斯特·布拉瑪（英语：Ernest Bramah）於哈利波特系列面世前數十年前（1924年）出版的一部偵探小說—《麥斯·卡拉多斯之眼》中的「馬辛厄姆大廈的幽靈」裡，提到了「狡詐的麻瓜」。
- 「麻瓜」是卡洛·肯德爾（英语：Carol Kendall）於1959年出版的兒童讀物《卡麥基神盃（英语：The Gammage Cup）》裡一個女性角色的名字。
- 羅爾德·達爾出版於1982年的《吹夢巨人（The Big Friendly Giant）》中的角色正在向另一名主角蘇菲描述一個好夢的時候使用了「麻瓜」這個詞語—『然後整間學校都在瘋狂地歡呼，並大聲喊著幹得好，而且，從那以後，即使你把加數弄得亂七八糟，菲金斯先生總會給你10/10，並在你的練習冊上寫下「幹得好蘇菲」[5]。』；羅爾德·達爾還在《壞心的夫妻消失了（英语：The Twits）》及其他作品中把一個猴子家族命名為「沉重墜落聲音的麻瓜（The Muggle-Wumps）」。
- 2003年，「麻瓜」這個詞語被新增收錄於《牛津英語詞典》，據說是指缺乏技能的人[6]，其衍生意思為「笨拙的人」或「學不會新技能的人」。《牛津英語詞典》的發言人表示由於世界上很多人都正在使用該詞語，所以把該詞收錄進詞典中[7][8]。
- 「麻瓜」在非正式英語中用於小型專業團體的成員，通常是那些認為他們的活動類似／直接涉及魔術的人（例如黑客文化[9]、異教、新異教主義及威卡教徒中[10]），用於指代那些在團體之外的人。
- 在單純疱疹皰疹患者的在線論壇中，「麻瓜」這個詞語用於描述（大概）沒有單純疱疹病毒的人。
- 麻瓜或地理麻瓜（geomuggle）是被用於地理藏寶者來指代那些不參與或不了解地理藏寶運動的人。據說被非參與者篡改的貯藏物被稱為掠奪或搶劫[11]。
- 「麻瓜」這個詞語可以指為《華爾街日報》每週填字遊戲比賽常規解決者的在線亞文化。這個名稱指的是他們正在競爭贏得一個咖啡杯的事實。
- 除了《哈利波特》系列外，「麻瓜」一詞也有於其它影視作品中使用，如《終極系列》，以及2008年的《黑糖群俠傳》裡亦有提到。

## 商標訴訟
J·K·羅琳因使用「麻瓜」一詞而遭到《拉與麻瓜傳奇》（1984年）的作者南希·斯托弗指控其犯了商標侵權，並因與她的小說裡有一些相似之處而侵犯了版權。羅琳與出版商美國學樂教育集團基於缺乏混淆的可能性而提起訴訟，要求作出宣告性判決，並在一項簡易判決動議中獲判勝訴。